# Ivan Klánský
Ivan Klánský (* 13. Mai 1948 in Prag) ist ein tschechischer klassischer Pianist und Musikpädagoge.
Klánský studierte von 1963 bis 1968 am Prager Konservatorium bei Valentina Kameníková und dann bis 1973 an der Akademie der musischen Künste in Prag (AMU) bei František Rauch. Er war Preisträger von Wettbewerben in Bozen (Internationaler Klavierwettbewerb Ferruccio Busoni, 1967), Neapel (1968), Leipzig (Internationaler Johann-Sebastian-Bach-Wettbewerb, 1968), Barcelona (1970), Warschau (1970), Fort Worth (1973) sowie Santander (1976), gab zahlreiche Konzerte als Solist und Kammermusiker und war von 1995 bis 2000 Solopianist der Tschechischen Philharmonie. Seit 1986 ist er Mitglied des Prager Guarneri-Trios, mit dem er mehrere CDs aufnahm und in vielen Städten aufgetreten ist.
Seit 1983 unterrichtet Klánský an der AMU, wo er seit 1997 die Abteilung für Tasteninstrumente leitet. 1991 wurde er Professor für Musik an der Hochschule Luzern (Musik). Außerdem gab er Meisterkurse u. a. in Dublin (1982–1986) und Bad Saulgau (seit 1997). Zu seinen Schülern zählen Helena Suchárová-Weiser, Eliška Gazdová-Novotná, Martin Kasík und Štěpán Kos. Als Präsident der Tschechischen Chopingesellschaft (seit 1995) leitet er das Chopinfestival in Marienbad.
2017 wurde ihm der Antonín-Dvořák-Preis der Akademie für klassische Musik für seinen lebenslangen Beitrag für die Förderung und Popularisierung der tschechischen klassischen Musik verliehen.
Sein Sohn Lukáš Klánský (* 22. März 1989) ist ebenfalls Pianist.